# Freie Lastenräder

Logo des Forum Freie Lastenräder

Freie Lastenräder sind ein spendenbasiertes Verleihsystem für Lastenfahrräder. Die 140 unabhängigen Initiativen verleihen gemeinsam mehr als 450 Räder. Das Netzwerk verfügt über eine eigene Buchungssoftware, eine jährliche Konferenz und wurde mit zahlreichen Preisen ausgezeichnet.

## Entstehung
Das erste freie Lastenrad-Projekt mit dem Namen KASIMIR wurde 2013 von wielebenwir e.V. in Köln gegründet. Nach der ersten Konferenz „Forum Freie Lastenräder“ am 20. Juni 2015 verbreitete sich das Verleihsystem zunächst im deutschsprachigen Raum (Deutschland, Österreich).

## Prinzipien und Ziele
Das Netzwerk zielt darauf ab, die Verkehrssituation in den Städten zu verbessern, indem Autofahrten durch Lastenrad-Fahrten ersetzt werden. Daher verleihen Initiativen des Netzwerks Lastenräder kostenfrei bzw. auf Spendenbasis.
Mitglied des Netzwerks kann jede Initiative werden, die sich mit den Prinzipien und Zielen der Freien Lastenräder identifiziert: Kostenfreie Ausleihe, gemeinsame Nutzung statt individuellem Konsum, Ressourcenschonung & Verkehrsberuhigung und Stärkung des nachbarschaftlichen Miteinanders.

## Abgrenzung zu anderen Verleih-Systemen
Im Gegensatz zu anderen Verleihsystemen nutzt Freies Lastenrad lokale Einrichtungen als Stationen oder Gastgeber: Während die Initiative das Lastenrad und die Verleihsoftware betreut, wird der tägliche Verleihbetrieb von der Station durchgeführt.

## Struktur
Das Netzwerk Forum Freie Lastenräder hatte in den ersten Jahren des Bestehens keine formale Struktur oder Körperschaft. Bei jedem Netzwerktreffen des Forums Freie Lastenräder wurden „Sprechende“ als Vertreterinnen oder Vertreter der Netzwerks von den Anwesenden auf ein Jahr neu gewählt. Im Januar 2023 wurde der „Verband Freie Lastenräder e. V.“ gegründet.

## Aktivitäten
Das von den Initiativen gemeinsam erarbeitetes Online-Handbuch bietet Informationen zu Aufbau und Betrieb einer Initiative, die möglichen Organisationsformen und Kooperationspartner, die Wahl geeigneter Lastenräder, deren Ausstattung und Wartung, die Art der Ausleihe, rechtliche Fragen zu Verleih, Haftung, Versicherung und zum Datenschutz. Es ist bisher in deutscher und englischer Sprache abrufbar.    Eine gedruckte Version des Handbuchs wurde 2017 auf dem Symposium des Allgemeinen Deutschen Fahrrad Clubs vorgestellt.
Initiativen können die kostenfreie Open-Source-Verleih-Software nutzen, die speziell für den Verleih Freier Lastenräder und anderer Commons entwickelt wurde.
Einmal jährlich finden Netzwerktreffen der Initiativen mit Wahl der Sprechenden. Sie finden an wechselnden Orten statt, so bisher in:
- Köln (2015)
- Wuppertal (2016)
- Essen (2017)
- Leipzig (2018)
- Augsburg (2019)
- Hildesheim (2020)
- Online-Konferenz (2021)
- Münster (2022)
- Buchholz in der Nordheide (2023)
- Marburg (2024)
- Einbeck (2025)

## Auszeichnungen
- Deutscher Lokaler Nachhaltigkeitspreis Zeitzeichen 2017[11]
- Deutscher Mobilitätspreis 2018[12]
- Deutscher Fahrradpreis 2019, Kategorie: Service[13]